# Posłowie na Sejm Śląski III kadencji (1930–1935)
Posłowie na Sejm Śląski III kadencji (od 24 września 1935 do 20 kwietnia 1939) – posłowie na Sejm Śląski wybrani 23 listopada 1930 roku. Złożyli ślubowanie poselskie 9 grudnia 1930 roku.
Pierwsze posiedzenie odbyło się 9 grudnia 1930 roku. Marszałkiem seniorem był Teofil Różański (NChZP). Ostatnie posiedzenie odbyło się 26 marca 1935 roku.

## Prezydium Sejmu Śląskiego II kadencji
| Poseł | Poseł                 | Funkcja                       | Klub                                            | Czas pełnienia funkcji | Czas pełnienia funkcji |
| Poseł | Poseł                 | Funkcja                       | Klub                                            | Od                     | Do                     |
| ----- | --------------------- | ----------------------------- | ----------------------------------------------- | ---------------------- | ---------------------- |
|       | Konstanty Wolny       | Marszałek Sejmu Śląskiego     | Polskie Stronnictwo Chrześcijańskiej Demokracji | 9 grudnia 1930(dts)    | 26 marca 1935(dts)     |
|       | Włodzimierz Dąbrowski | Wicemarszałek Sejmu Śląskiego | Narodowo-Chrześcijańskie Zjednoczenie Pracy     | 9 grudnia 1930(dts)    | 1932(dts) tr           |
|       | Jan Kędzior           | Wicemarszałek Sejmu Śląskiego | Polskie Stronnictwo Chrześcijańskiej Demokracji | 9 grudnia 1930(dts)    | 1935(dts) tr           |
|       | Emil Gajdas           | Wicemarszałek Sejmu Śląskiego | Narodowo-Chrześcijańskie Zjednoczenie Pracy     | 9 grudnia 1930(dts)    | 1932(dts) tr           |
|       | Eduard Pant           | Wicemarszałek Sejmu Śląskiego | Klub Niemiecki                                  | 9 grudnia 1930(dts)    | 1935(dts) tr           |

## Przynależność partyjna
Stan na początek kadencji:
| Polskie Stronnictwo Chrześcijańskiej Demokracji                                                                         | Polskie Stronnictwo Chrześcijańskiej Demokracji                                                                       | Polskie Stronnictwo Chrześcijańskiej Demokracji                                          |
| --- | --- | ---------------------------------------------------------------------------------------- |
| | |                                                                                          |
| - Paweł Broncel - Jan Brzeskot - Czesław Chmielewski - Jan Grzonka - Bronisław Hager - Paweł Kareta                     | - Paweł Kempka - Jan Kędzior - Elżbieta Korfantowa - Wojciech Korfanty - Bernard Krawczyk - Alojzy Prus               | - Ignacy Sikora - Wojciech Sosiński - Jan Szulik - Władysław Wieczorek - Konstanty Wolny |
| Narodowo-Chrześcijańskie Zjednoczenie Pracy                                                                             | |                                                                                          |
| | |                                                                                          |
| - Bonifacy Bałdyk - Włodzimierz Dąbrowski - Franciszek Fesser - Emil Gajdas - Stefan Kapuściński - Adam Kocur - Jan Koj | - Rudolf Kornke - Jan Kotas - Maria Kujawska - Karol Palarczyk - Ludwik Piechoczek - Józef Piętka - Bartłomiej Płonka | - Wilhelm Prokop - Teofil Różański - Wiktor Satara - Józef Syska - Józef Witczak         |
| Niemcy | |                                                                                          |
| | |                                                                                          |
| - Richard Frank - Konrad Kunsdorf - Otton Ochman                                                                        | - Eduard Pant - Joseph Pawlas - Johann Schmiegel                                                                      | - Otto Ulitz                                                                             |
| Socjaliści | |                                                                                          |
| | |                                                                                          |
| - Siegmund Glücksmann                                                                                                   | - Johann Kowoll | - Józef Machej                                                                           |